# Osnabrücki egyházmegye
Az Osnabrücki egyházmegye (latinul: Dioecesis Osnabrugensis, németül: Bistum Osnabrück) egy németországi római katolikus egyházmegye. Alapítása a 8. század végére tehető.
Az egyházmegye a Hamburgi főegyházmegye szuffragán egyházmegyeéje, jelenlegi püspöke Dominicus Meier. Székesegyháza az osnabrücki Szent Péter-katedrális.

## Története

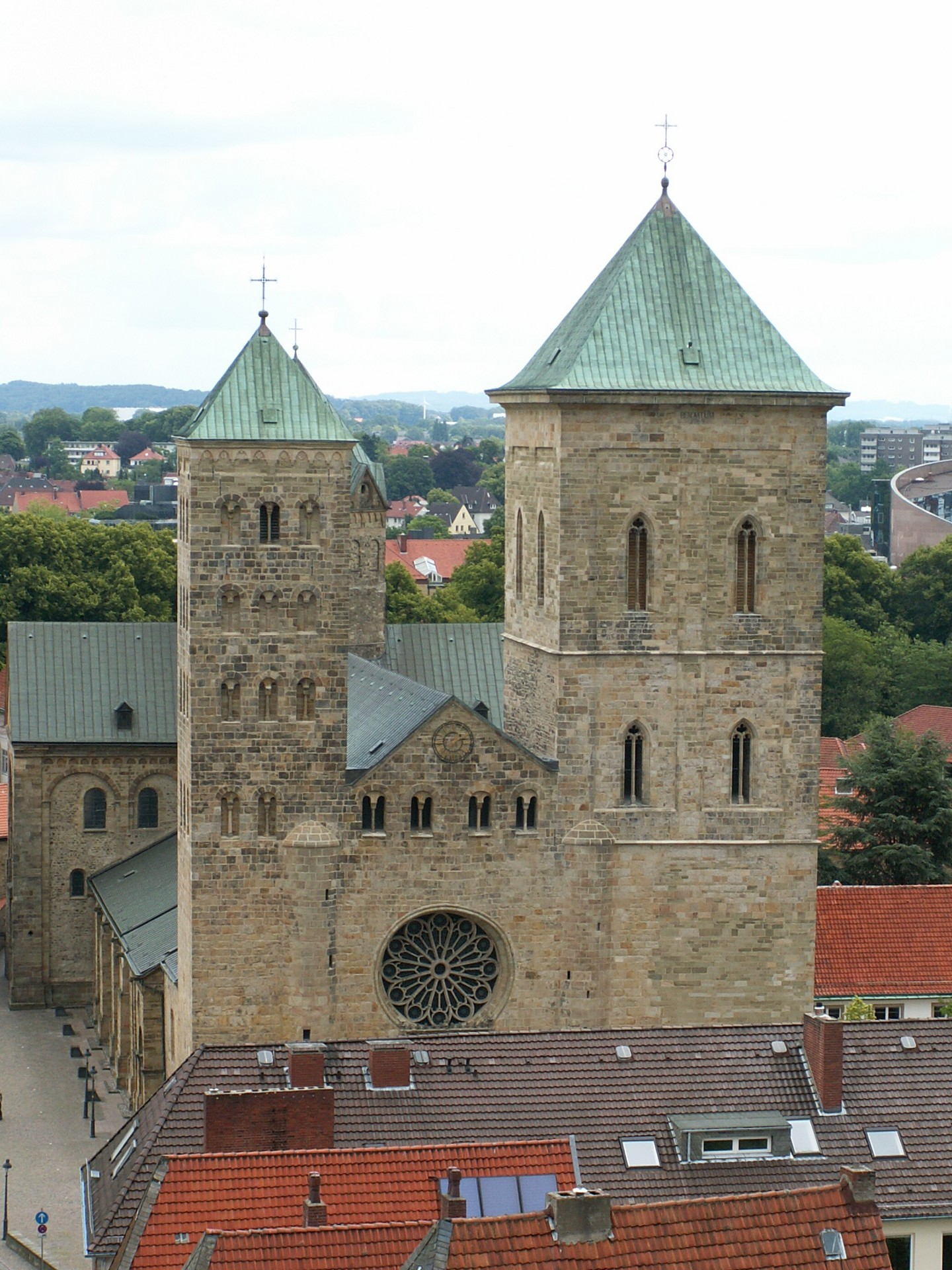
Az osnabrücki dóm

### Alapítása
Az egyházmegyét Nagy Károly alapította 772-ben mint szász missziós püspökség, ekkor a Kölni főegyházmegye szuffragáneusa lett. Területe az Ems és Hunte folyók közé esett, első püspöke Szent Wiho lett. A mai székesegyház építését a 12. század elején, a nagy osnabrücki tűzvész után kezdték el. A századok folyamán a püspökök befolyása mind gazdaságilag mind politikailag megnőtt. Legkésőbb a 14. századra a császári kiváltságoknak és birtokadományoknak köszönhetően az osnabrücki püspök jelentős területek fölött rendelkezett: ezen birtokait a püspök mint világi uralkodó kormányozta. A püspökök hatalma a reformáció időszakáig növekedett.

### Reformáció
A reformáció egészen egészen egyedülálló módon játszódott le a püspökség területén. Ferenc püspök uralkodása alatt (1532-1553) érte el az egyházmegyét, aki maga is szimpatizált az új tanokkal, ám egyik irányban sem kötelezte el magát véglegesen. Ennek következtében egyházközségek szabadon dönthették el, hogy a reformáció mely tanait kívánják megtartani, s melyeket nem. Ezen a területen tehát a református és katolikus vallás párhuzamosan élt egymás mellett. Ennek megfelelően ebben az időszakban az egyházmegye élén álló püspökök is hol a katolikus, hol pedig a református tanokat támogatták. Ez az állapot a 17. század első feléig állt fenn. Ekkor először Eitel Frigyes (1623-1625) trónralépése változtatta meg az erőviszonyokat, ő ugyanis komoly erőfeszítéseket tett az ellenreformáció érdekében. A harmincéves háborúban mindkét oldal többször is megszállta a területet, a vesztfáliai béke pedig végleg lezárta a felekezeti vitákat. Ebben az 1624-es állapotok szerint határozták meg az egyházközségek felekezeti hovatartozását, amit immár nem lehetett változtatni. Az egyházmegye és a hozzátartozó fejedelemség vezetését pedig az 1650-es nürnbergi birodalmi gyűlés rendezte. Az ún. Immerwährenden Kapitulation alapján az egyházmegyét felváltva vezette egy a székeskáptalan által választott katolikus és egy a braunschweig-lüneburgi hercegi családból választott református püspök. A református püspök regnálása alatt a katolikus közösséget a kölni érsek vezette.
A német szekularizációs hullám aztán Osnabrücköt is elérte: 1803-ban a püspök minden birtoka Hannoverre, majd a Porosz Királyságra, később a Vesztfáliai Királyságra és a napóleoni Franciaországra, 1814-ben pedig újra a Hannoveri Királyságra szállt.

### A modern egyházmegye
Több német államhoz hasonlóan Hannover is igyekezett rendezni viszonyát a Szentszékkel amelynek fontos eleme volt az egyházmegyék rendezése az egykori Német-római Birodalom területén. 1824-ben XII. Leó pápa Impensa Romanorum Ponticum kezdetű bullájával  a Hannoveri Királyság területét két egyházmegyére osztotta: Hildesheim és Osnabrück. Hannover azt is el tudta érni, hogy ne kerüljön más államhoz tartozó érsekség alá a két egyházmegye, hanem exempt, azaz közvetlenül a Szentszék alá tartozóak legyenek. Több kérdésben azonban – köztük az egyházmegyék finanszírozásában – nem tudott megállapodni a Szentszék és Hannover, így a döntést későbbre halasztották. Egyezség hiányában viszont a Szentszék nem nevezett ki püspököt az újraalapított egyházmegye élére, helyette a hildesheimi püspök helynök és segédpüspök útján látta el az egyházmegye kormányzását. Új főpásztort csak 1857-ben neveztek ki Paulus Melchers személyében.
Az egyházmegye a Hannoveri Királyság 1866-os megszűnését követően is változatlan formában maradt fenn egészen 1930-ig, amikor a porosz konkordátum értelmében Köln szuffragáneusa lett. Ekkor egyúttal az egyházmegyéhez csatolták azÉszak-német Missziók Apostoli Vikariátusát (Bréma, Hamburg, Schleswig-Holstein és Mecklenburg területe), amivel az osnabrücki lett Németország legnagyobb egyházmegyéje. A második világháborút követően Németország felosztása kettévágta a püspökséget. A Kelet-Németországba kerülő rész irányítására 1973-ban VI. Pál pápa önálló püspöki hivatalt alapított, formálisan azonban továbbra is az egyházmegye része maradt.

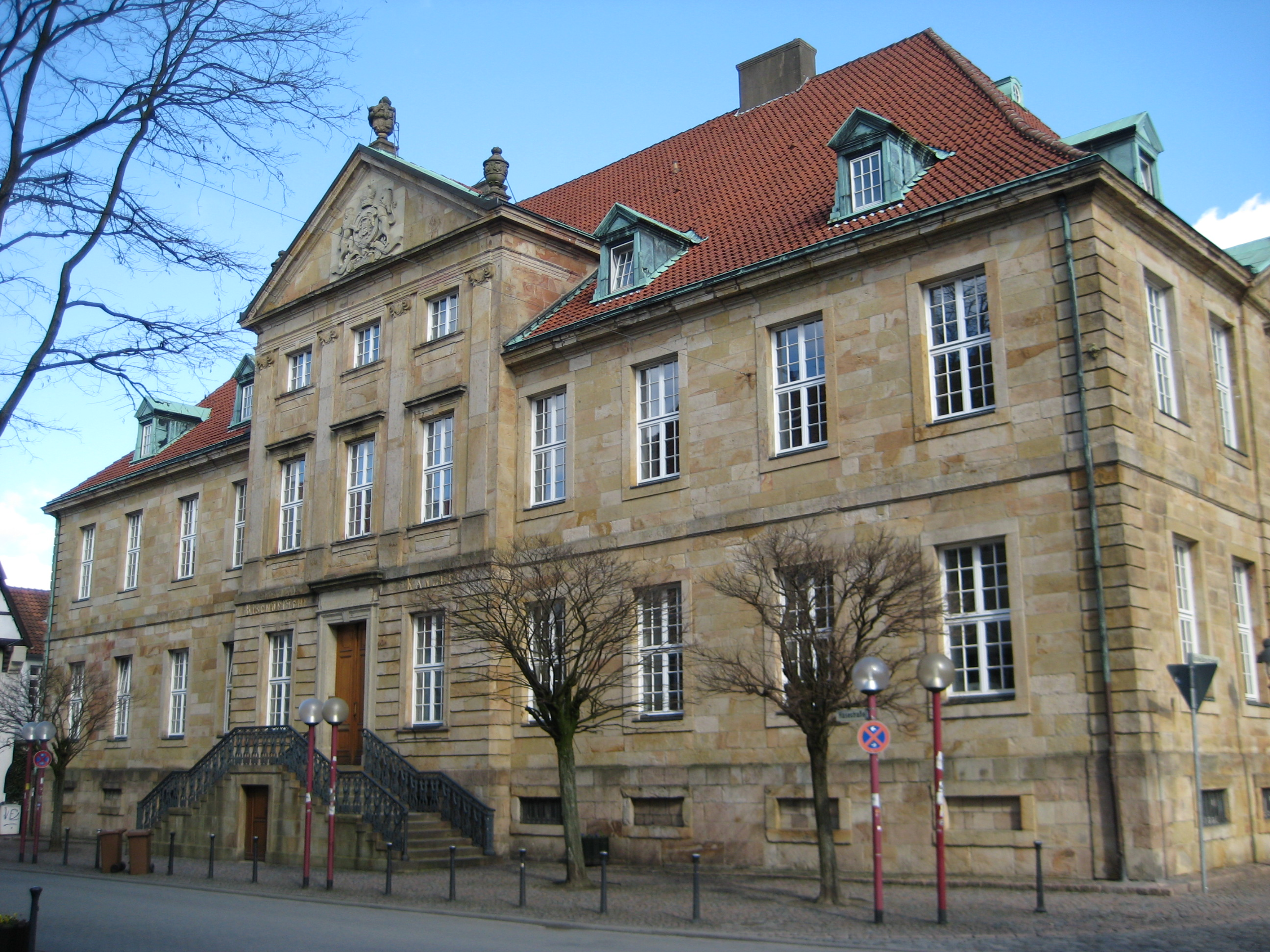
Az püspöki palota épülete

A vasfüggöny leomlása után újrarajzolták határait: Osnabrück megtartotta Alsó-Szászországot, északi területein pedig (Schleswig-Holstein, Mecklenburg) Hamburg központtal új főegyházmegyét szerveztek, s egyúttal Köln helyett az új főegyházmegye alá rendelték. 2017-ben megreformálták az egyházmegye struktúráját, s a korábbi mintegy 250 egyházközségből nagyobb plébániaközösségeket szerveztek.

## Egyházszervezet
Az Osnabrücki egyházmegye Északnyugat-Németországban, Alsó-Szászország nyugati felén fekszik 12 580 km²-en. Területén közel 560 000 katolikus hívő él, mely körülbelül a teljes lakosság negyede. A 2017-es egyházmegyei reform óta 10 espreskerületben 72 plébániaközösség működik.

## Az egyházmegye püspökei

### Osnabrück püspökei
- Szent Wiho/Wicho	(783–804/805)
- Meginhard	(805–829)
- Goswin	(829–845)
- Szent Gauzbert	(847–860)
- Egbert	(860–887)
- Egilmar	(887–906)
- I. Bernát	(906–918)
- Dodo I.	(918–949)
- Drogo	(949–967)
- Ludolf	(967–978)
- II. Dodo	(978–996)
- Kuno	(978–980)
- Günther	(996–998)
- Wodilulf	(998–1003)
- Dietmar	(1003–1022)
- Meginher	(1023–1027)
- Gozmar	(1028–1036)
- Alberik	(1036–1052)
- I. Benno (Werner)	(1052–1067)
- II. Benno (Bernhard)	(1068–1088)
- Markward	(1088–1093)
- II. Wicho 	(1093–1101)
- I. János	(1101–1109)
- Gottschalk, von Diepholz	(1109–1119)
- Diethard	(1119–1137)
- Konrád (1119–1125)
- Udo	(1137–1141)
- Fülöp, von Katzenelnbogen	(1141–1173)
- Wezel	(1141)
- Arnold, von Altena	(1173–1190)
- I. Gerhard, von Oldenburg-Wildeshausen	(1190–1216)
- Adolf, von Tecklenburg (1216–1224)

### Osnabrück hercegpüspökei
- I. Engelbert, von Isenberg	(1224–1226)
- I. Ottó	(1226–1227)
- I. Konrád, von Velber	(1227–1239)
- I. Engelbert, von Isenberg	(1239–1250)
- Brúnó, von Isenberg	(1251–1258)
- Balduin, von Rüssel	(1259–1264)
- Widukind, von Waldeck	(1265–1269)
- II. Konrád, von Rietberg	(1270–1297)
- Lajos, von Ravensberg	(1297–1308)
- II. Engelbert, von Weyhe	(1309–1320)
- Gottfried, von Arnsberg	(1321–1349)
- II. János, Hoet	(1350–1366)
- Melchior, von Braunschweig-Grubenhagen	(1366–1376)
- Dietrich, von Horne	(1376–1402)
- I. Henrik, von Schaumburg-Holstein	(1402–1410)[1]
- II. Ottó	(1410–1424)
- III. János, von Diepholz	(1424–1437)
- I. Erik, von Hoya (Apostoli kormányzó)	(1437–1442)
- Henrik, von Moers (Apostoli kormányzó)	(1442–1450)
- Albert, von Hoya (Apostoli kormányzó)	(1450–1454)
- Rudolf, von Diepholz	(1454–1455)
- III. Konrád, von Diepholz	(1455–1482)
- IV. Konrád, von Rietberg	(1482–1508)
- II. Erik, von Braunschweig-Grubenhagen	(1508–1532)
- Ferenc, von Waldeck	(1532–1553)
- IV. János, von Hoya, münsteri és paderborni püspök	(1553–1574)
- Henrik, von Sachsen-Lauenburg, brémai érsek és paderborni püspök	(1574–1585)
- Vilmos, von Schencking	(1585)
- Bernát, von Waldeck	(1585–1591)
- Fülöp Zsigmond, von Braunschweig-Wolfenbüttel	(1591–1623)
- Eitel Frigyes, von Hohenzollern	(1623–1625)
- Ferenc Vilmos, von Wartenberg	(1625–1661)

Ferenc Vilmos halála után életbe lépett az „Immerwährende Kapitulation“, ami alapján felváltva választottak protestáns és katolikus püspököt.
- I. Ernő Ágost, braunschweig-lüneburgi herceg (protestáns)	(1662–1698)
- Károly József, lotaringiai herceg, trieri érsek és választófejedelem (katolikus)	(1698–1715)
- II. Ernő Ágost, braunschweig-lüneburgi herceg, York és Albany hercege (protestáns)	(1716–1728)
- Kelemen Ágost, bajor herceg, kölni érsek és választófejedelem (katolikus)	(1728–1761)
- Frigyes, braunschweig-lüneburgi herceg, York és Albany hercege (protestáns)	(1764–1802)

### Osnabrück püspökei 1803-tól
- sede vacante (1803–1855)[2]
- Eduard Jakob Wedekin, hildesheimi püspök	(1855–1857)
- Paulus Melchers	(1857–1866)
- Johann Heinrich Beckmann	(1866–1878)
- sede vacante (1878–1882)[3]
- Bernhard Höting	(1882–1898)
- Hubertus Voß	(1899–1914)
- Wilhelm Berning	(1914–1955)
- Franziskus Demann	(1957 márc. 27.)[4]
- Helmut Hermann Wittler	(1957–1987)
- Ludwig Averkamp (1987–1995)
- Franz-Josef Bode	(1995–2024)
- Dominicus Meier (2024– )

## Szomszédos egyházmegyék
- Münsteri egyházmegye (délnyugat)
- Utrechti főegyházmegye (nyugat)
- Groningen-Leeuwardeni egyházmegye (északnyugat)
- Hildesheimi egyházmegye (kelet)
- Paderborni főegyházmegye (délkelet)